# 321.ª Divisão de Infantaria (Alemanha)
A 321ª Divisão de Infantaria (em alemão:321. Infanterie-Division) foi uma unidade militar que serviu no Exército alemão durante a Segunda Guerra Mundial.

## Comandantes
| Comandante                      | Data                                            |
| ------------------------------- | ----------------------------------------------- |
| Generalleutnant Ludwig Löweneck | 15 de dezembro de 1940 - 16 de novembro de 1942 |
| Generalleutnant Wilhelm Thomas  | 16 de novembro de 1942 - 22 de agosto de 1943   |
| Generalleutnant Kurt Sievers    | 22 de agosto de 1943 - 23 de setembro de 1943   |
| Generalmajor Georg Zwade        | 23 de setembro de 1943 - 2 de fevereiro de 1943 |

## Área de operações
| Alemanha                       | dezembro de 1940 - abril de 1941    |
| França                         | abril de 1941 - dezembro de 1942    |
| Frente Oriental, setor central | dezembro de 1942 - novembro de 1943 |